# 舒安 (卡尔瓦多斯省)
舒安（法語：Chouain，法語發音：[ʃwɛ̃] ⓘ）是法国卡尔瓦多斯省的一个市镇，属于巴约区。

## 地理
舒安（49°12'38"N, 0°38'4"W）面积3.15 平方千米，位于法国诺曼底大区卡爾瓦多斯省，该省份为法国西北部沿海省份，北濒大西洋英吉利海峡，东北与滨海塞纳省以海上边界相接，东临厄尔省，南至奧恩省，西与芒什省接壤。
与舒安接壤的市镇（或旧市镇、城区）包括：欧德里约、比塞勒、瑟勒河畔孔代、瑞艾蒙代、迪西圣玛格丽特。

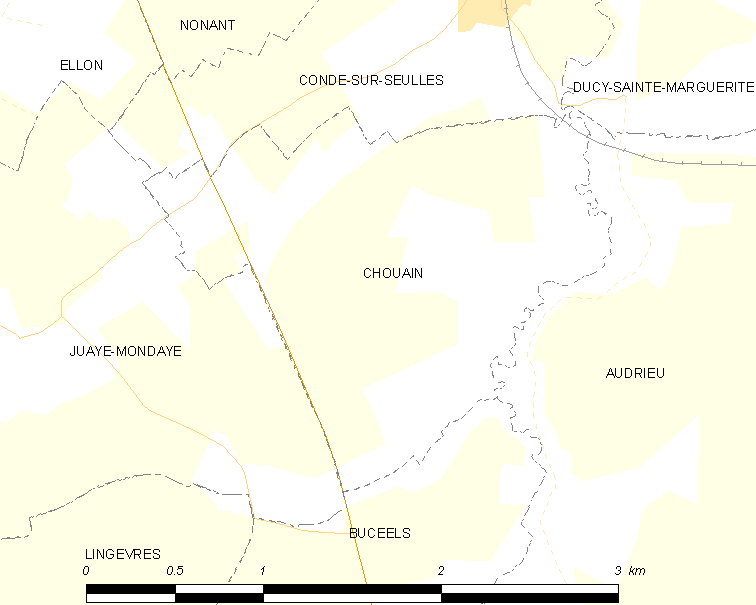
的OSM定位图

舒安的时区为UTC+01:00、UTC+02:00（夏令时）。

## 行政
舒安的邮政编码为14250，INSEE市镇编码为14159。

## 政治
舒安所属的省级选区为巴约县。

## 人口

1962-2008年间人口变化图示

舒安于2022年1月1日时的人口数量为234人。